# Système européen de contrôle des trains
 (août 2016).
Si vous disposez d'ouvrages ou d'articles de référence ou si vous connaissez des sites web de qualité traitant du thème abordé ici, merci de compléter l'article en donnant les références utiles à sa vérifiabilité et en les liant à la section « Notes et références ».

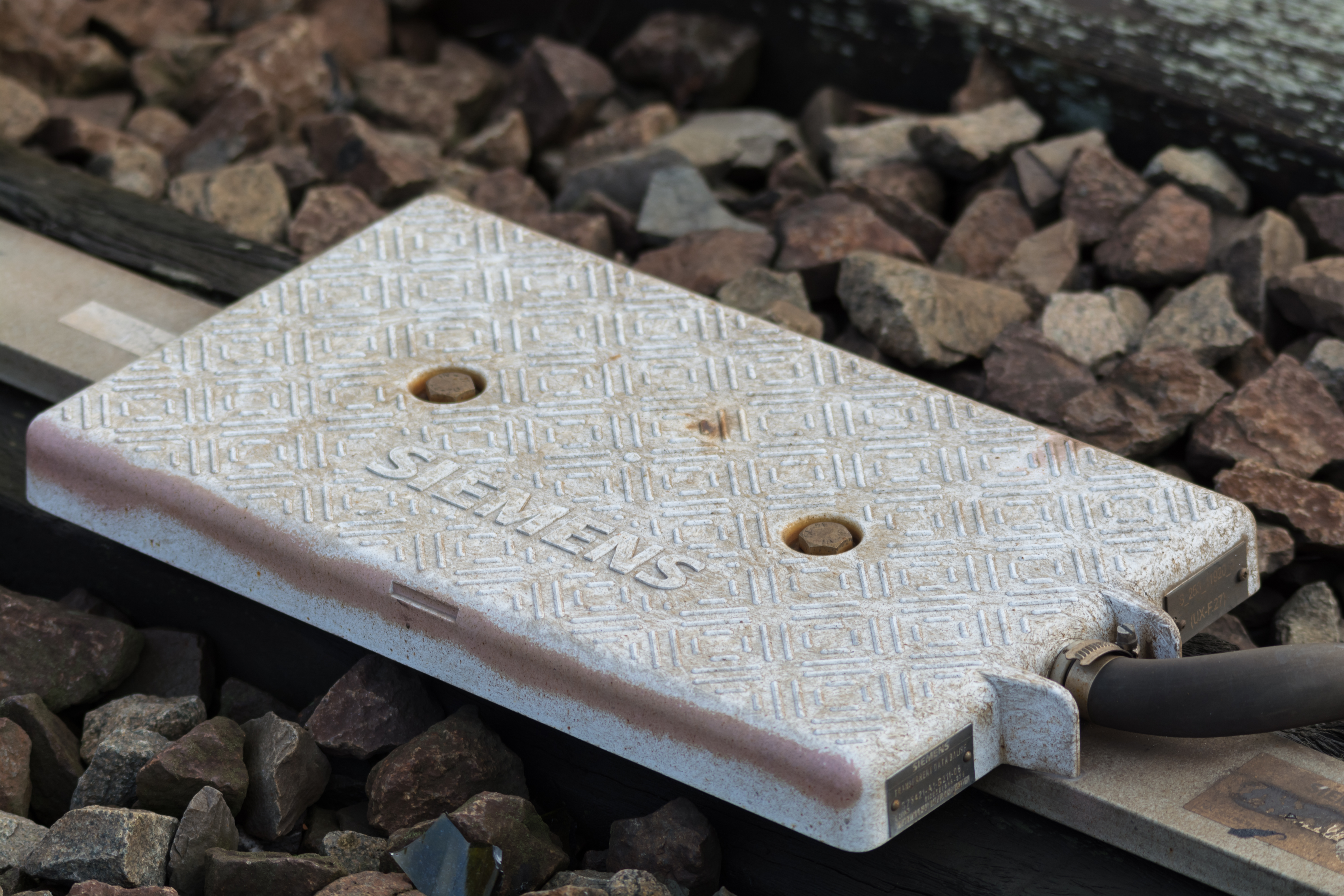
Eurobalise.

Le système européen de contrôle des trains (en abrégé ETCS, sigle de European Train Control System) est un système innovant de signalisation ferroviaire associé au contrôle de vitesse. C'est une composante du système européen de gestion du trafic ferroviaire (en abrégé ERTMS, sigle de European Rail Traffic Management System) qui est prévu pour remplacer à terme le grand nombre de signalisations au sol, de systèmes de répétition des signaux et de signalisation en cabine actuellement utilisés sur les différents réseaux de chemins de fer européens.
Ce système doit permettre un passage optimisé des frontières tout en garantissant la sécurité des circulations. Sa transposition est prévue sur les lignes à grande vitesse et sur l'ensemble du réseau classique. Depuis 1999, il est expérimenté sur des lignes ferroviaires en France, en Italie, en Espagne, en Suisse, en Allemagne, et en Autriche notamment.

## Histoire
Pour garantir une circulation des trains sûre et sans entrave, des systèmes de commande et de sécurité sont nécessaires. En Europe, 23 systèmes, mutuellement incompatibles, ont été installés au fil du temps, en général sur une base nationale.
Pour pouvoir franchir les frontières, les véhicules moteurs doivent donc être équipés d'un, voire plusieurs systèmes de protection des trains compatibles avec la réglementation des pays traversés.
Cela se traduit par un surcoût d'équipement des locomotives, et si ce n'est pas le cas, par la nécessité de changer de locomotive à la gare frontière, solution coûteuse et pénalisante pour les délais d'acheminement.
Ainsi les rames Thalys PBKA, en plus d'un système de traction quadritension, sont équipées pour tous les systèmes de signalisation rencontrés sur les lignes parcourues :
- KVB et RPS (Répétition Ponctuelle des Signaux) par crocodile (France) ;
- TVM 430 et TVM 300 (lignes à grande vitesse de France et de Belgique) ;
- TBL (et crocodile) (Belgique) ;
- ATB (Pays-Bas) ;
- LZB (réseau ICE) et PZB (Allemagne).

C'est la volonté de réduire les temps et les coûts de passage aux frontières, et d'abaisser les charges d'investissements par la création d'un marché européen des systèmes de protection des trains, qui est à l'origine au début des années 1990 du concept d'un système uniforme de protection des trains.
Le système ETCS a été mis au point depuis 1996 sur la base de la directive 96/48 de l'Union européenne concernant l'interopérabilité du système ferroviaire transeuropéen à grande vitesse. Il s'appuie pour le niveau 2 et le futur niveau 3 sur le système de communication radio GSM-R (global system for mobiles communication - Railways).
L'Union internationale des chemins de fer (UIC) avait fait élaborer les premières spécifications en vue de la mise au point de l'ETCS par l'Institut européen de recherche ferroviaire (ERRI). Les spécifications techniques ont été étudiées parallèlement, puis approuvées, par les utilisateurs (entreprises ferroviaires regroupées au sein du groupe des utilisateurs de l'ERTMS) et par les constructeurs de systèmes de signalisation regroupés au sein d'Unisig ; par exemple le français Alstom, qui construit une grande part des trains circulant en France et des équipements de signalisation ferroviaire installés en France.
Depuis 1999, l'ETCS est expérimenté par plusieurs entreprises ferroviaires en Europe, avant d'être étendu plus rapidement dans les années 2010 en Belgique, en Suisse et sur d'autres lignes d'Europe et du monde, jusqu'à atteindre les 100 000 km installés ou en cours d'installations en 2023.

## Objectifs de l'ETCS
L'introduction de l'ETCS doit non seulement simplifier la conduite des trains et rendre plus intelligente et plus sûre la signalisation, mais aussi :
- réduire les charges d'investissements et d'entretien des installations fixes (par exemple, les signaux),
- remplacer les différents systèmes nationaux de protection automatique des trains dans le transport à grande vitesse, et ainsi :
  - permettre l'interopérabilité des lignes à grande vitesse européennes ;
  - augmenter la capacité des lignes ;
  - améliorer la vitesse moyenne des transports.

## Deux niveaux différents

### Niveau 1

Fonctionnement
EVC = European Vital Computer (l'ordinateur embarqué)
LEU = Lineside Electronics Unit (la commande de la (des) balise(s))
(1) = Circuit de voie (ou autre moyen de détection des trains au sol)
(2) = Cabine de signalisation

Le niveau 1 peut être installé en parallèle du système national. Chaque engin utilise le système dont il est pourvu, ce qui évite des coûts de mise à niveau. Sur réseau conventionnel, la signalisation latérale reste prépondérante si le train n'est pas entièrement pris en charge par l'ETCS, ce qui sera le cas de nombre d'entre eux parmi les plus anciens. Pour les nouveaux matériels roulants, l'ETCS devient en revanche prépondérant.

#### Transmissions sol-machine
Ce niveau utilise une transmission ponctuelle à l'aide de balises placées au pied des signaux et en amont. Ces balises (eurobalises) communiquent
les données de signalisation au train. Sur certaines LGV, le niveau 1 existe aussi et peut être utilisé en cas de panne du niveau 2 : on parle alors de mode "fall back".

#### Détection des trains
Le niveau 1 nécessite l'utilisation d'un système de détection des trains au sol (tel que des circuits de voie, compteurs d'essieux et autres).
Toutes ces informations ne peuvent donc être transmises que ponctuellement au train, cette ponctualité pouvant être augmentée en jouant sur le nombre de balises, ou en installant une boucle (euroloop), équivalent d'une balise mais longeant la ligne sur une certaine distance.

### Niveau 2

Fonctionnement
EVC = European Vital Computer (l'ordinateur embarqué)
RBC = Radio Block Centre (la cabine de signalisation informatisée)
(1) = Circuit de voie (ou autre moyen de détection des trains au sol)

Comme le niveau 1, le niveau 2 peut être utilisé en superposition avec le système existant, que ce soit sur ligne classique ou sur ligne à grande vitesse.
Aux Pays-Bas, seul l'ETCS niveau 2 fonctionne en permanence, mais il peut au besoin être commuté manuellement vers le niveau 1. En Belgique par contre, sur les lignes équipées de l'ETCS, les niveaux 1 et 2 (plus éventuellement la signalisation classique) sont disponibles en permanence, et chaque train utilise le niveau le plus performant dont il est équipé.

#### Transmission sol-machine
Les données de signalisation ne sont plus transmises par les Eurobalises (ou des boucles euroloops), mais de manière continue, via le réseau GSM-R ou via une communication GPRS, ce qui rend l'installation de celui-ci obligatoire. Via ce réseau, le train communique constamment sa position (qu'il détermine avec un odomètre) au Radio Block Centre (RBC) qui lui communique en retour les actions à effectuer (vitesse, arrêt...). Des Eurobalises sont toujours présentes sur la voie, mais servent ici principalement à donner un point de référence au rapport de position transmis par le train et à recaler l'odométrie embarquée (ainsi, le train envoie régulièrement au RBC la distance parcourue à partir de la dernière balise franchie). Sur les lignes équipées en niveau 1 + 2 (telle que la ligne HSL-Zuid), les Eurobalises peuvent également transmettre des autorisations de mouvement aux trains en cas de panne des équipements du niveau 2.
Sur le TGV POS, l'odotachymétrie a ainsi été sécurisée (trois mesures de vitesses utilisant des principes physiques différents, une en bout d'essieu et deux autres par radars DOPPLER).

#### Détection des trains
Un système de détection des trains au sol est toujours nécessaire ; il s’appuie sur l’existence des circuits de voie pour localiser un train aval sur un canton. Cette information est transmise au radio block center (RBC) qui gère ensuite l’espacement entre deux circulations. Le train suiveur reçoit à n’importe quel moment une nouvelle autorisation de circulation par l’intermédiaire de la liaison radio GSM-R. Dès que le train aval libère un canton, le poste central de commande reçoit l’information correspondante du sol (circuit de voie + Eurobalise + RBC + GSM-R) qui est transmise par liaison radio au train suiveur. L'ETCS niveau 2 rend disponible quasi immédiatement une information « libératoire » pour le train suiveur et contribue ainsi à augmenter la fluidité. Cette immédiateté est la différence par rapport à la signalisation conventionnelle, où l'information libératoire n'est donnée au conducteur que lorsqu'il rencontre le signal d'entrée du canton. De plus, les systèmes de contrôle de vitesse existants interdisent parfois la reprise de vitesse avant d'avoir franchi le signal, même s'il est ouvert, car l'information libératoire est transmise au train par une balise au pied du signal.

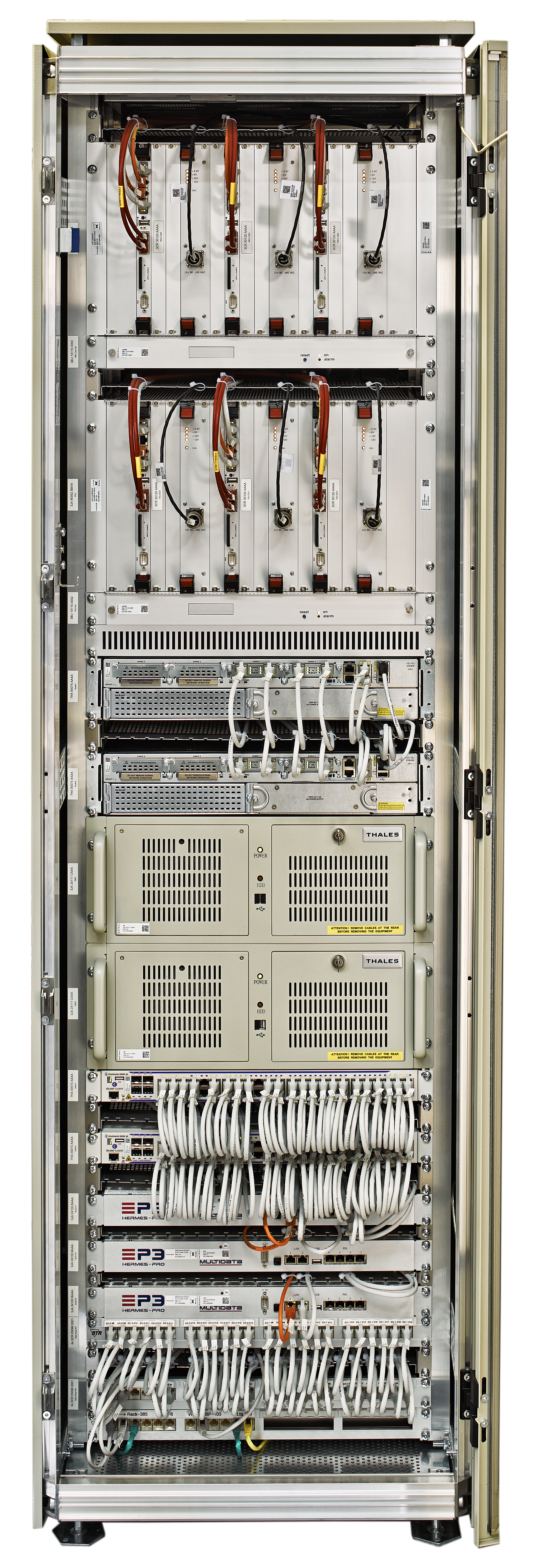
Radio Block Centre

#### Niveau 2 à détection hybride des trains (HTD)
Cette implémentation particulière du niveau 2 (anciennement appelé niveau 3 hybride avant la baseline/version 4 de l'ETCS) permet d'augmenter le débit d'une ligne en niveau 2 sans devoir ajouter d'équipements supplémentaires sur la ligne.
En plus des cantons réels (basés sur un système de détection des trains au sol, tels que les circuits de voie ou compteurs d'essieux), la ligne est alors découpée en cantons virtuels dont l'occupation est déterminée en fonction des rapports de position des trains. Ces cantons virtuels sont plus courts que les cantons réels et permettent de rapprocher les trains entre eux.
Cependant, pour que ces cantons virtuels soient utilisés, les trains doivent être équipés d'un système de détection d'intégrité ce qui permet d'assurer au RBC en sécurité que le train ne s'est pas séparé (par exemple, en cas de rupture d'un attelage).
Lorsqu'un train confirme au RBC que le train est intègre, alors le RBC considère que le train n'occupe plus la totalité d'un canton réel, mais seulement les cantons virtuels sur lesquels le train est localisé via ses rapports de position.
Ainsi, un train suiveur obtiendra une autorisation de mouvement non plus basée sur la position du début du canton réel occupé, mais sur la position du début du canton virtuel occupé (qui sera plus proche de l'arrière du train suivi).
Cette implémentation a pour avantage de permettre une circulation plus dense pour les rames équipées de la détection d'intégrité, tout en maintenant la possibilité de faire circuler des rames non équipées (tels que les trains de fret), ce qui n'est pas possible avec le niveau 2 à cantons mobiles.
En France, cette implémentation est en cours d'expérimentation sur les lignes LGV Sud-Est et Marseille-Vintimille

#### Niveau 2 à cantons mobiles

Fonctionnement
EVC = European Vital Computer
RBC = Radio Block Centre

Cette implémentation particulière du niveau 2, anciennement appelé niveau 3,, est toujours en phase de développement, bien que des réalisations expérimentales soient en cours. Il consiste en la suppression des cantons fixes et donc du système de détection des trains au sol (tels que les circuits de voie ou les compteurs d'essieux). Les trains sont alors espacés à l'aide des rapports de position transmis par les trains au Radio Block Centre (RBC). Dans ce cas, un train suiveur est autorisé à rouler jusqu'à la position de l'arrière du train suivi (plus une marge de sécurité).
Cela permet une optimisation de l'utilisation de la voie par l'adaptation des distances entre les trains uniquement vis-à-vis de leurs capacités de freinage et de leur vitesse.
Cette implémentation de l'ETCS est promise comme étant la plus chère, bien qu'étant la plus performante. En effet, le système de détection des trains est assez couteux et nécessite une grande quantité d'équipements installés tout le long de la voie.
Contrairement au niveau 2 à détection hybride des trains, les trains doivent être impérativement équipés d'un système de détection de l'intégrité du train afin d'assurer au RBC que le train est toujours complet. Or, pour le moment, cela n'est facile à réaliser que pour les trains à composition fixe (comme les automotrices par exemple). En effet, pour les trains à composition variable (tels que les trains de fret), il faut installer des systèmes supplémentaires pour détecter en sécurité que le train ne s'est pas séparé. A terme, cette limitation pourra être levée par l'installation d'attelages automatiques digitaux sur les wagons

## Mise en œuvre de l'ETCS

### Réalisé

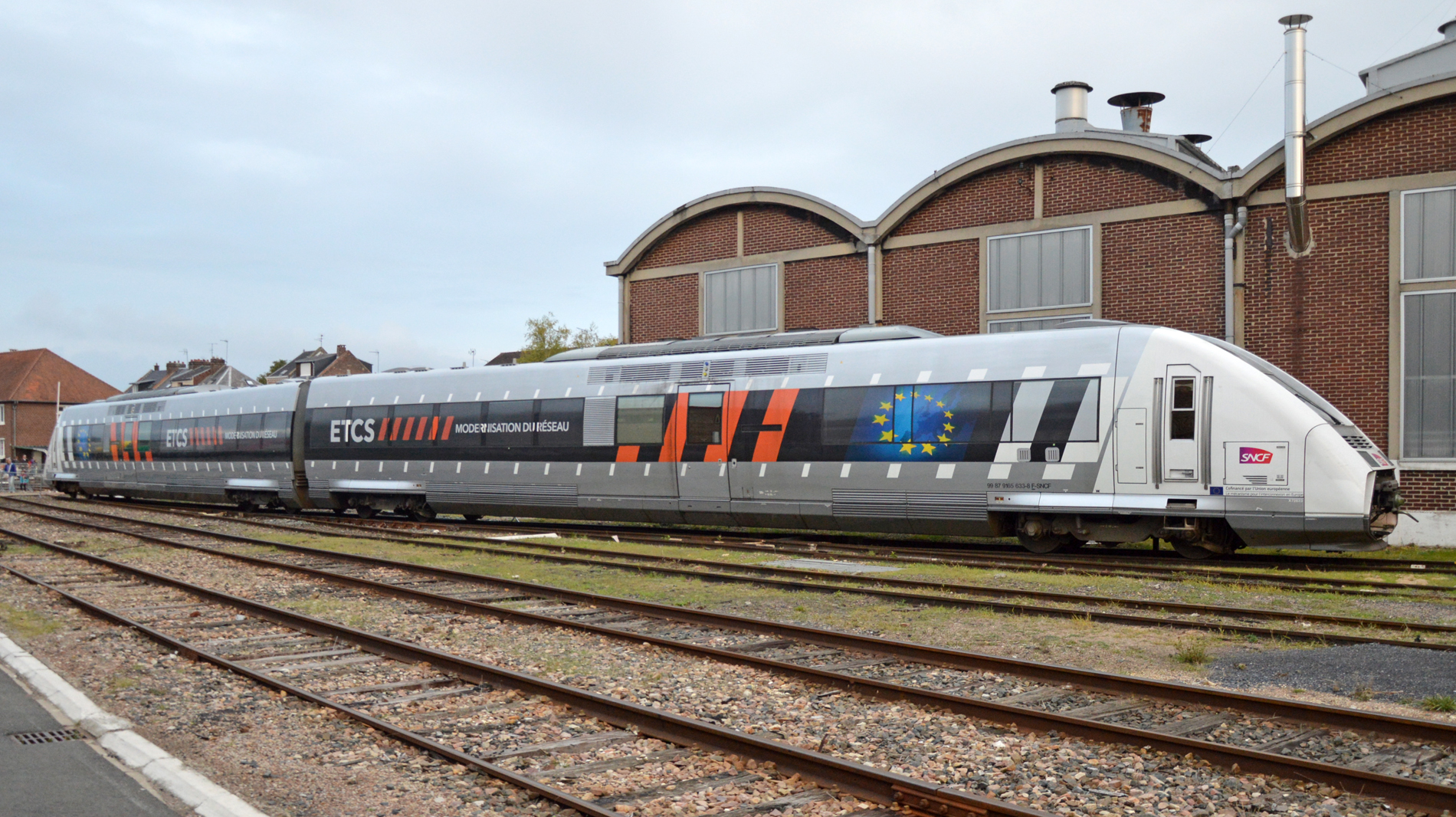
X 72633/634 avec pelliculage spécial ETCS, au dépôt de Longueau.

Les premiers essais de l'ETCS selon les spécifications de l'UIC ont été réalisés avec succès à partir de novembre 1999 sur la ligne internationale Vienne - Budapest,.
Par la suite, le système a été mis en place, entre autres, sur les lignes suivantes :

#### Allemagne
- 2005 : DB, Halle (Saale) / Leipzig - Jüterbog - Berlin (ETCS niveau 2)[11]

#### Autriche
- 2001 : ÖBB, Vienne - Nickelsdorf (ETCS niveau 1)[11]

#### Belgique
- 2009 : Infrabel, Ligne 3 et Ligne 4 (ETCS niveaux 1 et 2);[réf. nécessaire]
- 2013 : Infrabel, Ligne 36 ainsi que tout le Projet Diabolo, Ligne 165 et Ligne 166 (ETCS niveau 1 ; 200 km/h pour la ligne 36N) ;[réf. nécessaire]
- 2015 : Infrabel a terminé l'installation de l'ETCS Niveau 1 sur le Corridor C en Belgique, s'étalant du port d'Anvers jusqu'Athus (frontière avec le Luxembourg). Ceci équipe maintenant donc les lignes suivantes : Ligne 25 & Ligne 27, Ligne 139 et Ligne 154, ainsi que les gares de Louvain, Namur, Anvers-Berchem et Anvers-Central (ETCS niveau 1) ;[réf. nécessaire]
- Décembre 2019 : Infrabel : Ligne 28, et parties des lignes 50 et 60 ;[réf. nécessaire]
- 21 juillet 2024 : Infrabel annonce que 4 414 km de voies sur les 6 399 km prévus sont équipés en ETCS niveau 1 et/ou 2 soit 69% du projet[12].
- 31 décembre 2024 : Infrabel annonce que 5 058 km de voies sur les 6 399 km prévus sont équipés en ETCS niveau 1 et/ou 2 soit 79% du projet[12]

#### Espagne
- février 2007 : Renfe, Madrid - Lleida (ETCS niveau 1 à 300 km/h)[11]

#### France
- 2000 : SNCF, Marles-en-Brie - Tournan (ETCS niveau 1)[11]
- 2006, 1ers essais de la SNCF avec un ETG modifié à 2 caisses sur le réseau français ;[réf. nécessaire]
- 2014 : SNCF, LGV Est européenne phase 1 (ETCS niveau 2 ; 320 km/h - cohabitation avec la  TVM 430 ; autorisé en service commercial depuis le 17 décembre 2013[13]) ;
- 2016 : SNCF, LGV Est européenne phase 2 (ETCS niveau 2 ; 320 km/h - cohabitation avec la TVM 430 ; autorisé en service commercial depuis juillet 2016) ;[réf. nécessaire]
- Octobre 2016 : SNCF, Uckange - Zoufftgen (ETCS niveau 1, autorisation de mise en exploitation commerciale obtenue le 1er août 2016) ;[réf. nécessaire]
- Juillet 2017 : SNCF - LGV SEA (Sud Europe Atlantique), ETCS niveau 2, 320 km/h - cohabitation avec la  TVM 300 ;[réf. nécessaire]
- Juillet 2017 : SNCF - LGV BPL (Bretagne Pays de la Loire), ETCS niveau 2, 320 km/h - cohabitation avec la TVM 300 ;[réf. nécessaire]

#### Italie
- 2000 : FS, Florence - Campo di Marte - Arezzo (ETCS niveau 1)[11]
- décembre 2005 : FS, Rome - Naples et Turin - Novara (ETCS niveau 2 à 300 km/h)[11]

#### Maroc
- 2012 : ONCF, ligne entre Casablanca et Rabat, déploiement de l'ETCS niveau 1[14].

#### Pays-Bas
- 2007 : ProRail, Ligne de la Betuwe (ETCS niveau 2 à 120 km/h)
- 2009 : ProRail, HSL-Zuid (ETCS niveau 1 à 160 km/h et niveau 2 à 300 km/h)
- 2010 : ProRail, Amsterdam Bijlmer Arena - Utrecht (ETCS niveau 2 à 160 km/h)
- 2012 : ProRail, Lelystad – Zwolle (ETCS niveau 2 à 200 km/h)

#### Royaume-Uni
- 2011 : Network Rail, Cambrian Line (ETCS niveau 2)[15]

#### Slovaquie
- 2010 : ZSR, Svaty Jur - Nove Mesto nad Vahom (ETCS niveau 1)[réf. nécessaire]

#### Suisse
- 2002 : Le tronçon Zofingen - Sempach sert de ligne d'essais ETCS niveau 2 pour les CFF avant d'être démantelée et repourvue de signalisation extérieure conventionnelle[11].
- juillet 2006 : Les tronçons Mattstetten - Rothrist (NT) et Derendingen-Inkwil (TA) (ETCS niveau 2) en exploitation partielle[16],[17].
- décembre 2007 : BLS, tunnel de base du Lötschberg (TBL) (ETCS niveau 2)[16]
- décembre 2009 : Le tronçon Mattstetten - Rothrist est en exploitation intégrale (ETCS niveau 2 à 200 km/h)[17]
- juillet 2012 : CFF, début du déploiement de l’ETCS L1 LS sur tout le réseau (sauf les tronçons équipés en niveau 2)[18] ;
- août 2015 : Le tronçon Brunnen (hors gare) - Altdorf - Erstfeld (hors gare) (ETCS niveau 2)[16]
- décembre 2015 : Le tronçon Bodio (hors gare) - Pollegio Nord-Biasca (hors gare) - Giustizia-Castione (ETCS niveau 2)[16]
- décembre 2016 : Le Tunnel de base du Saint-Gothard (TBG) (ETCS niveau 2)[16]
- avril 2017 : Le tronçon Pully - Villeneuve (ETCS niveau 2)[16]
- mai 2018 : Le tronçon Giubiasco-Sant’Antonino (ETCS niveau 2)[16]
- octobre 2018 : Le tronçon Sion - Sierre (ETCS niveau 2)[16]
- décembre 2018 : Les CFF annoncent la fin du déploiement de l'ETCS niveau 1 LS[19]
- mars 2020 : CFF, les premiers essais en ETCS niveau 2 commencent au tunnel de base du Ceneri[20],[21].
- 2023 : La totalité du réseau de chemin de fer à voie normale de Suisse sera compatible ETCS à l'exception d'un tronçon de ligne secondaire d'une vingtaine de km entre Huttwil et Wasen im Emmental[22].

« D'autres expérimentations sont en préparation également en France, en Italie, en Espagne, aux Pays-Bas, en Grande-Bretagne, en Belgique, au Luxembourg et en Hongrie. »

— Tractebel Engineering - 2009 , European High Speed Rail

Selon des estimations de la Deutsche Bahn[Quand ?], le déploiement de l'ETCS à l'échelle européenne demandera de 15  à   20 ans[réf. souhaitée].

### À venir
La France a réalisé une note présentant une potentielle planification de déploiement de l'ETCS sur le territoire national.
Globalement, la note prévoit d'équiper à l'horizon 2050 l'ensemble des LGV, les axes Luxembourg-Suisse, Luxembourg-Espagne, Mâcon-Espagne, Italie-Espagne et la ligne Le Mans-Nantes-Renne.
Par ailleurs, Getlink a d'ores et déjà commandé la mise en place de l'ETCS dans le tunnel sous la manche.

## Laboratoires indépendants d'essais ETCS
- Multitel est devenu centre d'Essais ETCS d'abord pour l'EVC (European Vital Computer) (Subset-076 / Subset-094) en février 2011. Puis en juin 2013 ils sont accrédités pour les essais Eurobalise/BTM (Subset-085), étendu au Subset-116 en septembre 2017[25].
- Le Laboratoire ERTMS France (LEF) est un laboratoire d'essais accrédité depuis 2017. Il est un des membres avec  Certifer du GIE Try&Cert. Il est accrédité pour le Subset 76[26],[27],[28].